# Harold Chestnut
Harold (Hal) Chestnut (Albany, 25 november 1917 – Schenectady, 29 augustus 2001) was een Amerikaans elektrotechnicus op het gebied van de meet- en regeltechniek en eerste voorzitter van de International Federation of Automatic Control (IFAC). Hij is bekend van twee standaardwerken op het gebied van de systeemkunde: het boek Systems Engineering Tools uit 1965 en Systems Engineering Methods uit 1967.

## Biografie
Chestnut studeerde elektrotechniek aan de Massachusetts Institute of Technology (MIT), waar hij in 1939 zijn bachelorgraad (B.S.) behaalde, gevolgd door zijn mastergraad het jaar daarop. Aansluitend dat jaar, 1940, begon hij een levenslange carrière bij de General Electric Company (GE) in Schenectady waar hij tot aan zijn pensionering in 1983 mee verbonden was.
In 1944 huwde hij Erma Ruth Callaway, met wie hij drie zonen kreeg: Peter Callaway, Harold Thomas en Andrew Trammell Chestnut. Na zijn pensionering diende hij als voorzitter van de Supplemental Ways of Improving International Stability (SWIIS) Foundation. Een mede door hem opgerichte stichting waain Chestnut zijn methodes van de regeltechniek toepaste ter verbetering van de internationale politieke stabiliteit.

## Prestaties
Tijdens de Tweede Wereldoorlog was Chestnut zowel student als later docent in General Electrics bekende 3-jarige opleidingsprogramma Advanced Engineering Program. Daarnaast werkte hij aan het ontwerp van een centraal gestuurd vuurleidingsysteem en aan op afstand bediende geschutkoepels aan boord van de B-29 bommenwerper.
Later werkte hij aan verscheidene projecten op het gebied van de meet- en regeltechniek en de systeemengineering – zo was bij betrokken bij het Apollo-project, was manager van het System Engineering & Analysis afdeling van GE's Advanced Technology Laboratory (van 1956 tot 1972) en was daarna tot 1983 consultant systeemengineering binnen de R&D-afdeling van GE. Een van zijn belangrijke verantwoordelijkheden was de automatisering van elektriciteitsdistributienetwerken.

## Erkenning
Gedurende zijn lange carrière was Chestnut zeer actief in diverse professionele ingenieursverenigingen. Naast de IFAC werd hij in 1962 lid van het Institute of Electrical Engineers (IEEE) vanwege zijn "bijdragen in de theorie en ontwerp van regelsystemen". In 1973 was hij voorzitter van de IEEE. Daarnaast leidde hij diverse technische commissies op het gebied van de regeltechniek en systeemkunde.
Naast eredoctoraten van de Case Western Reserve University (1966) en de Villanova University (1972) werd hij onderscheiden met enkele prestigieuze wetenschapsprijzen. Zoals de Hondaprijs voor ecotechnologie in 1981, de IEEE's Centennial Medal in 1984 en de Bellman Control Heritage Award in 1985 van de American Automatic Control Council (AACC).